# Charles Campbell (Segler)
Sir Charles Ralph Campbell, 12. Baronet (* 14. Dezember 1881 in Newton Abbot; † 19. April 1948 in Bembridge, Isle of Wight) war ein britischer Segler.

## Leben
Er war der zweite von sechs Söhnen des Sir Charles Ralph Campbell, 11. Baronet (1850–1919), aus dessen Ehe mit Sara Robinson. Sein Vater wanderte 1874 nach Neuseeland aus, wo er als Schaffarmer arbeitete. Campbell selbst wurde jedoch in England geboren und besuchte das Eton College. Während des Ersten Weltkriegs diente er bei den Life Guards sowie im Royal Tank Corps. Zudem war er im persönlichen Stab von Sir Alexander Godley, dem Oberbefehlshaber der New Zealand Expeditionary Force. 1908 wurde er zum Lieutenant befördert. Nachdem sein älterer Bruder William 1915 gefallen war, erbte Campbell mit dem Tod seines Vaters im Jahr 1919 dessen Adelstitel als Baronet, of Auchinbreck in the County of Argyll. Als Captain verließ er den aktiven Militärdienst und verblieb im Reserveregiment der Life Guards. Er war verheiratet und hatte eine Tochter. Da er keine Söhne hinterließ fiel sein Adelstitel bei seinem Tod an seinen nächstjüngeren Bruder Norman Campbell (1883–1968).

### Erfolge
Charles Campbell nahm in der 8-Meter-Klasse an den Olympischen Spielen 1908 in London teil. Er war Crewmitglied der Cobweb unter Skipper Blair Cochrane, die mit vier weiteren Booten um die Medaillen segelte. Das Gesamtresultat orientierte sich am besten Ergebnis der einzelnen Wettfahrten. Dabei belegte die Cobweb in drei Wettfahrten zweimal den ersten Platz, womit sie die Regatta auf dem ersten Rang vor dem einmal siegreichen schwedischen Boot Vinga von Skipper Carl Hellström und dem zweimal zweitplatzierten britischen Boot Sorais von Skipper George Ratsey beendete. Neben Campbell und Skipper Cochrane wurden die Crewmitglieder John Rhodes, Henry Sutton und Arthur Wood somit Olympiasieger. Er war Mitglied im Royal Victoria Yacht Club und bei der Royal Yacht Squadron.